# Ванг Чанг
Ванг Чанг (кинески: 王昶; рођен 7. маја 2001. године) је кинески бадминтониста. Био је свјетски јуниорски шампион у категорији дјечака и два пута јуниорски шампион Азије са партнером Ди Зијианом. Ванг је био дио кинеског побједничког тима на Судирман купу 2023. године, а заједно са Љанг Вејкенгом освојили су бронзану медаљу на Свјетском првенству 2023. године. Ванг и Љанг су 31. октобра 2023. године достигли врхунац у каријери на свјетском броју 1.

## Каријера

### Период од 2015. до 2019. године: рана и јуниорска каријера – азијски и свјетски јуниорски првак
Рођен у Нингбоу, Џеђанг, Ванг који је тренирао у тренинг центру Нингбо, ушао је у покрајински тим 2015. године, а у национални тим 2017. године. Након што је изабран у национални тим, започео је партнерство са Ди Зијианом у дисциплини мушких парова. Дебитовао је на међународном турниру на јуниорском првенству Азије 2017. године и освојио златну медаљу у дубловима за дјечаке. Учествовао је и на Свјетском јуниорском првенству 2017. године гдје је помогао тиму да освоји Куп Сухандината, а освојио је и сребрну медаљу у конкуренцији дјечака у пару. Године 2018. освојио је титуле у категорији дјечака у пару и мјешовитом тиму на Азијском и Свјетском јуниорском првенству.